# Ела Хендерсон
Габријела Мишел Хендерсон (рођена 12. јануара 1996) је енглеска пјевачица и писац пјесама. Била је такмичар у деветој сезони талент шоу-а Икс Фактор у 2012. и ушла је у финале дванаеста, завршивши на шестом месту, иако је била јак фаворит за победу. Потом је накнадно потписала за Syco Music.

## Младост
Габријела Мишел Хендерсон је рођена и одрасла у Тетнију, Линколншир 12. јануара 1996. као ћерка оца шкотског поријекла Шона и мајке Мишел шведског порекла . Има два брата по имену Патрик и Фрејсер и сестру по имену Холи. Хендерсон је развила снажну заинтересованост за моду у својој младости, нарочито за винтиџ моду.
Хендерсон је почела да пева са око три године и научила је да свира клавир неколико година касније. Њена заинтересованост се даље развијала у основној школи, Ст Мартиновој припремној школи у Гримсби-у, а касније се одлучила на аудицију за место стипендирања у Тринг Парк Школу за Примјењене Умјетности у Хертфордшир-у.

## Каријера
Елин први сингл Ghost, заједно са Рајаном Тедер-ом, изашао је 8. јуна 2014. године и Хендерсоновој је омогућио прво број један мјесто на УК Синглс Чарту, док је остала у првих пет мјеста осам узастопних недеља  Хендерсонова је затим објавила сингл Glow, који је потом био на листи број један у Индонезији, број 7 на УК Синглс Чарту, број 17 у Ирској и број 26 на Новом Зеланду. Трећи сингл Хендерсонове, Yours, био је број 8 у Шкотској и број 16 постигао је златни сертификат због продаје 200.000 примерака. Хендерсонова се касније појавила у синглу са Сигмом званом Glitterball, који је досегнуо број 4 на УК Синглс Чарту, број 20 у Ирској и број 2 на УК Данс плочама. Glitterball је такође успешно продат у 400.000 примерака у Уједињеном Краљевству. Хендерсонова је касније изводила Glitterball са Сигмом на Џингл Бел Балу 2015. Хендерсонова се потом појавила у Кигоовом синглу Here for You, који је постигао глобални успјех на броју 18 у Великој Британији, број 11 у Холандији и Шкотској, број 16 у Шведској, број 9 у Норвешкој, број 44 у Пољској и број 22 у Чешкој Републици.
Њен деби студијски албум, Chapter One објављен је 13. октобра 2014. године  и дебитовао је на првом броју на УК Чартсу албума.

## Дискографија
- Chapter One (2014)